# World Tour w siatkówce plażowej
World Tour w siatkówce plażowej – profesjonalne rozgrywki siatkówki plażowej mężczyzn i kobiet organizowane przez Międzynarodową Federację Piłki Siatkowej. Rozgrywki wprowadzone zostały w 1989 roku dla mężczyzn, a trzy lata później w 1992 roku dla kobiet. Rozgrywki World Tour składają się z kilku turniejów, w których drużyny rywalizują w eliminacjach i głównych turniejach zdobywając punkty w Światowym Rankingu Siatkówki Plażowej. Po ostatnim etapie turnieju para, która zgromadziła najwięcej punktów w całym cyklu rozgrywek zostaje ogłoszona mistrzem World Tour. Zwycięstwo w World Tour uważane jest za jedno z najbardziej prestiżowych wyróżnień w siatkówce plażowej tuż obok Mistrzostw Świata i Turnieju Siatkówki na Igrzyskach Olimpijskich.

## Historia
Początkowo rozgrywki World Tour były znane jako FIVB Beach Volleyball World Series i rozpoczęły się w 1989 roku dla mężczyzn oraz w 1992 roku dla kobiet. Obecna nazwa rozgrywek FIVB Beach Volleyball World Tour funkcjonuje od 1997 roku z przerwą w latach 2003–2012, gdy nazwa turnieju brzmiała FIVB Beach Volleyball Swatch World Tour ze względu na umowy sponsorskie. Od 2017 roku turnieje klasyfikowane są za pomocą gwiazdek, turnieje z większą liczbą gwiazdek oferują największe nagrody pieniężne oraz punktowe. Wcześniej były klasyfikowane jako Grand Slam, Major oraz Open. Od 2015 roku World Tour kończy się finałami, w których udział bierze 10 najlepszych drużyn z całego sezonu.

## Mistrzowie
| Rok  | Mężczyźni                                                                      | Kobiety                                                                        |
| ---- | ------------------------------------------------------------------------------ | ------------------------------------------------------------------------------ |
| 1989 | Sinjin Smith / Randy Stoklos                                                   | Nie rozgrywano                                                                 |
| 1990 | Sinjin Smith / Randy Stoklos                                                   | Nie rozgrywano                                                                 |
| 1991 | Sinjin Smith / Randy Stoklos                                                   | Nie rozgrywano                                                                 |
| 1992 | Sinjin Smith / Randy Stoklos                                                   | Karolyn Kirby / Nancy Reno                                                     |
| 1993 | Roberto Lopes / Franco Neto                                                    | Karolyn Kirby / Liz Masakayan                                                  |
| 1994 | Jan Kvalheim / Bjørn Maaseide                                                  | Mônica Rodrigues / Adriana Samuel                                              |
| 1995 | Roberto Lopes / Franco Neto                                                    | Sandra Pires / Jackie Silva                                                    |
| 1996 | Zé Marco de Melo / Emanuel Rego                                                | Sandra Pires / Jackie Silva                                                    |
| 1997 | Zé Marco de Melo / Emanuel Rego                                                | Adriana Behar / Shelda Bede                                                    |
| 1998 | Rogério Ferreira / Guilherme Marques                                           | Adriana Behar / Shelda Bede                                                    |
| 1999 | José Loiola / Emanuel Rego                                                     | Adriana Behar / Shelda Bede                                                    |
| 2000 | Zé Marco de Melo / Ricardo Santos                                              | Adriana Behar / Shelda Bede                                                    |
| 2001 | Tande Ramos / Emanuel Rego                                                     | Adriana Behar / Shelda Bede                                                    |
| 2002 | Mariano Baracetti / Martín Conde                                               | Misty May / Kerri Walsh                                                        |
| 2003 | Emanuel Rego / Ricardo Santos                                                  | Ana Paula Connelly / Sandra Pires                                              |
| 2004 | Emanuel Rego / Ricardo Santos                                                  | Adriana Behar / Shelda Bede                                                    |
| 2005 | Emanuel Rego / Ricardo Santos                                                  | Larissa França / Juliana Felisberta                                            |
| 2006 | Emanuel Rego / Ricardo Santos                                                  | Larissa França / Juliana Felisberta                                            |
| 2007 | Emanuel Rego / Ricardo Santos                                                  | Larissa França / Juliana Felisberta                                            |
| 2008 | Harley Marques / Pedro Solberg Salgado                                         | Shelda Bede / Ana Paula Connelly                                               |
| 2009 | Julius Brink / Jonas Reckermann                                                | Larissa França / Juliana Felisberta                                            |
| 2010 | Phil Dalhausser / Todd Rogers                                                  | Larissa França / Juliana Felisberta                                            |
| 2011 | Alison Cerutti / Emanuel Rego                                                  | Larissa França / Juliana Felisberta                                            |
| 2012 | Jake Gibb / Sean Rosenthal                                                     | Larissa França / Juliana Felisberta                                            |
| 2013 | Aleksandrs Samoilovs / Jānis Šmēdiņš                                           | Talita Antunes / Taiana Lima                                                   |
| 2014 | Aleksandrs Samoilovs / Jānis Šmēdiņš                                           | Maria Antonelli / Juliana Felisberta                                           |
| 2015 | Alison Cerutti / Bruno Oscar Schmidt                                           | Ágatha Bednarczuk / Bárbara Seixas                                             |
| 2016 | Aleksandrs Samoilovs / Jānis Šmēdiņš                                           | Laura Ludwig / Kira Walkenhorst                                                |
| 2017 | Evandro Oliveira / André Stein                                                 | Talita Antunes / Larissa França                                                |
| 2018 | Anders Mol / Christian Sørum                                                   | Ágatha Bednarczuk / Eduarda Lisboa                                             |
| 2019 | Anders Mol / Christian Sørum                                                   | Melissa Humana-Paredes / Sarah Pavan                                           |
| 2020 | Nie wyłoniono mistrzów z powodu odwołania turniejów podczas pandemii Covid-19. | Nie wyłoniono mistrzów z powodu odwołania turniejów podczas pandemii Covid-19. |
| 2021 | Cherif Younousse / Ahmed Tijan                                                 | Ágatha Bednarczuk / Eduarda Lisboa                                             |